# Halmus chalybeus
Espèce
Halmus chalybeus, la Coccinelle bleu acier, est une espèce de coléoptères, originaire d'Australie, de la famille des Coccinellidae. 
Mesurant environ 3 à 4 mm de long, elle a une apparence arrondie avec une coloration bleu-vert sombre lustré et est un prédateur d'autres insectes. Introduit en Nouvelle-Zélande en 1899 et 1905 pour contrôler les populations cochenilles sur les agrumes, où elle est maintenant courante dans les régions du nord.  